# Décembre 1879

## Événements
- 2 décembre - 28 décembre : grande vague de froid[1] ; c'est l’hiver le plus froid jamais recensé en France. À Paris, le marché Saint-Martin s’écroule sous le poids de la neige. Certaines sources font mention d’une couche de neige de 1,50 m à Orléans, Nevers, Lyon et Dijon. Les records de froid sont atteints surtout autour du 10 décembre : la température la plus basse en plaine est mesurée à Saint-Dié avec -37 °C. Par ailleurs, il fait -33 °C à Langres, -30 °C aux environs de Nancy, -28 °C à Orléans et -23,9 °C à Paris. Tous les cours d’eau du Nord, du Centre et de l’Est de la France sont gelés. A Lyon, la couche de glace atteint 50 cm d’épaisseur sur la Saône.
- 15 - 23 décembre : échec du siège du cantonnement britannique de Sherpur par les afghans. Fin de la rébellion.

- 21 décembre, France : démission du cabinet Waddington

- 23 décembre : Muteesa Ier interdit les religions étrangères au Bouganda. L’année suivante, il proclame l’islam religion officielle, tout en reconnaissant aux Ganda la liberté religieuse. En 1885-1886, les chrétiens seront persécutés, ce qui dégénérera en guerre civile (1888-1890).
  - Au Bouganda, la religion traditionnelle jouit de la faveur du plus grand nombre : composée de médiums, de prêtres et de guérisseurs, la classe religieuse (Semakula Kiwanuka) est puissante et riche et contrôle d’immense domaines que le roi n’a pas le droit de confisquer. Pour le pouvoir, les religions étrangères apparaissent comme la promesse de ressources politique accrues et d’alliance diplomatiques multiples, ce qui explique les nombreux revirements du roi et de ses successeurs.

- 28 décembre, France : premier gouvernement Freycinet.
- 28 décembre, Écosse : catastrophe ferroviaire du pont sur le Tay

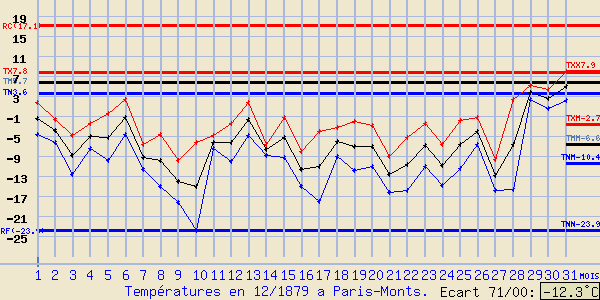
Températures à Paris lors du fameux mois de Décembre 1879.

## Naissances
- 10 décembre : « Chicuelo » (Manuel Jiménez Vera), matador espagnol († 18 novembre 1907).
- 18 décembre : Paul Klee, peintre allemand († 29 juin 1940).
- 21 décembre : Sous l'U.R.S.S., fêté comme date de naissance officielle de Joseph Staline (° 18 décembre 1878 - † 5 mars 1953).
- 24 décembre : Clemente Micara, cardinal italien, vicaire général de Rome († 11 mars 1965).
- 29 décembre : Witold Wojtkiewicz, peintre polonais († 14 juin 1909).
- 24 décembre : Emile Nelligan, poète.

## Décès
- 7 décembre : Jón Sigurðsson, chef du mouvement pacifiste islandais. (° 17 juin 1811).
- 18 décembre : Tevita ʻUnga, premier ministre en fonction (depuis 1876) et prince héritier des Tonga.